# 社会主义德国工人青年
社会主义德国工人青年（德語：Sozialistische Deutsche Arbeiterjugend，缩写为SDAJ）是德国的一个青年组织，与德国的共产党相关，被视为该党的青年翼。该组织成立于1968年5月5日（卡尔·马克思诞辰150周年纪念日）。该组织以马克思列宁主义为指导思想。该组织的总部位于埃森。该组织的主席是Lena Kreymann。该组织是世界民主青年联盟的成员。该组织曾派代表参加欧洲共产主义青年组织会议。2014年，该组织有500名成员。